# Poole Port
Poole Port ( Poole Ferry Port) är en hamn i Storbritannien. Den ligger i grevskapet Dorset och riksdelen England, i den södra delen av landet, 160 km sydväst om huvudstaden London.